# Molophilus (Molophilus) padmuri
Molophilus (Molophilus) padmuri is een tweevleugelige uit de familie steltmuggen (Limoniidae). De soort komt voor in het Australaziatisch gebied.